# Pépito (operetta)
Pépito è un'Opéra-comique in atto unico dell'autore tedesco naturalizzato francese Jacques Offenbach, composta all'inizio della carriera di quest'ultimo su libretto di Léon Battu e Jules Moinaux.

## Titolo
L'opera è citata talvolta col nome inglese Vertigo oppure come la ragazza di Elizondo, forma ripresa in particolare in tedesco (Das Mädchen Von Elizondo), e in spagnolo (la muchaca de Elizondo.

## Trama
La trama è piuttosto esile, data la breve durata dell'opera (circa 50 minuti).
Nel Paese Basco spagnolo Vertigo (basso buffo) è il factotum del paesetto di Elizondo, il cui soprannome sembra alludere al turbine di professioni che svolge: è infatti barbiere, maniscalco, dottore e proprietario di una delle due locande del paese. Per accentuare l'effetto comico, Vertigo è introdotto in scena in una sorta di parodia della famosa aria del Barbiere di Siviglia.
Vertigo è innamorato della bella e gentile Manuelita (soprano), proprietaria della locanda concorrente, che corteggia ardentemente, non corrisposto. Manuelita è infatti a sua volta innamorata di Pepito, che è partito per fare il soldato anni prima e da molti mesi non dà più notizie di sé.
Un giorno in paese compare Miguel (tenore), compaesano ancora giovane che ha fatto fortuna a Madrid ed è tornato ricco e sicuro di sé. Miguel riconosce in Manuelita la sua compagna di giochi dell'infanzia e semplicemente parlandoci se ne infatua, ma Vertigo, per vantarsi, gli fa credere che Manuelita sia una ragazza di facili costumi e stia per cedergli. Miguel, deluso, propone a Vertigo di organizzare una bevuta per festeggiare il suo ritorno, anche se il suo vero piano è liberarsi Vertigo facendolo ubriacare, in modo da avere via libera con Manuelita.
Vertigo, dopo una grande bevuta, cade infine ubriaco, mentre la bella Manuelita respinge, offesa e indignata, le profferte di Miguel. Solo una volta risvegliatosi dalla sbronza Vertigo confessa a Miguel che in realtà Muelita è una ragazza virtuosa, e Miguel, pentito dal suo comportamento aggressivo, è oramai totalmente conquistato dalla dolce onestà di Manuelita. Quando i due giovani si rivedono, Miguel viene perdonato, ma decide per redimersi di andare a Madrid per prendere il posto di Pepito nell'esercito, permettendo a Manuelita di sposare il suo amore.
Proprio a questo punto arriva però una lettera dal fronte in cui Pepito (che non compare mai sulla scena) informa Miguel di essersi sposato con la sua vivandière; Miguel chiede quindi in moglie Manuelita, la quale, intenerita dai ricordi del comune passato, si è oramai innamorata di lui. I due capiscono di essere fatti l'uno per l'altra e possono quindi fidanzarsi e brindare, senza rancore, col vecchio amico Vertigo, al quale non rimane che consolarsi ribadendo la narcisistica ammirazione per se stesso.

## Stile
Pépito non ebbe particolare successo, anche se nell'uso parodico della musica seria e nell'alternanza armoniosa del registro comico-farsesco e di quello elegiaco la critica musicale vi ravvisa alcuni tratti tipici della lirica offenbachiana:
(Louis Schneider)

## Rappresentazioni
La prima fu il 28 ottobre del 1853 al Théâtre des Variétés, fu cancellato dopo un mese e riproposto nel 1856 al Théâtre des Bouffes-Parisiens. Pur essendo la prima opera completa dell'autore rappresentata in un teatro della capitale francese, non è attualmente una delle più rappresentate. Fu messa in scena nel regno Unito nel 1857 dalla stessa compagnia del Théâtre des Bouffes-Parisiens e nel 1876 fu riproposta in versione inglese sotto il titolo Vertigo negli Stati Uniti (Payson Opera Company).